# Europa Universalis III
Europa Universalis III är ett realtidsstrategidatorspel, utvecklat och utgivet av det svenska spelföretaget Paradox Interactive. Det släpptes den 23 januari, 2007 i Nordamerika och den 26 januari 2007 i Europa. 

## Spelet
I spelet får man möjligheten att välja ett land och sedan styra det under tidigmodern tid i akt och mening och försöka vinna ära och rikedom. Det finns ett antal aspekter att ta hand om, bland annat diplomati, krigföring, handel och ekonomi. Spelidén är alltså ungefär densamma som de tidigare spelen i serien, Europa Universalis och Europa Universalis II. Man får börja spelet på vilket datum och år som helst mellan de historiska årtalen 1453, efter Konstantinopels fall och 1789, just före den franska revolutionen.
Det finns inget enskilt, i förväg givet uppsatt mål i spelet, utan det varierar istället utifrån vilket rike spelaren initialt valt att leda. Spelar man till exempel som någon av de dåtida stormakterna Frankrike, Storbritannien, Spanien eller Preussen kanske målet kommer att bli att nå världsherravälde. Väljer spelaren istället någon av de mindre handelsstaterna,  till exempel  Lübeck, Lüneburg eller Anhalt kanske målet blir att slå ut andra närliggande, konkurrerande stater.

## Expansionspaket
Till spelet har det släppts fyra stycken expansionspaket.

### Europa Universalis III: Napoleon's Ambition
Ger en förlängd spelbar tidsperiod till mellan 1453 och 1820 (tidigare slutade den 1789), vilket innebär att bland annat franska revolutionen och Napoleonkrigen inkluderats. Det utannonserades den 3 maj 2007 och släpptes den 22 augusti 2007.

### Europa Universalis III: In Nomine
Utannonserades den 5 mars 2008 och släpptes den 28 maj 2008. Spelet börjar nu 1399 istället för 1453 och EU3 är nu det hittills längsta spelet i serien.

### Europa Universalis III: Heir to the Throne
Utannonserades den 19 augusti 2009 och släpptes den 15 december 2009. Nyheter i expansionen är bland annat att ens monark tillhör en dynasti, vilket gör att skickligt ingångna kungliga äktenskap kan leda till personaluniuoner eller arv av hela riken. Casus bellisystemet, anledningarna till att förklara krig, har även utvecklats och fungerar helt annorlunda.

### Europa Universalis III: Divine Wind
Släpptes 2010 och kom med en stor grafisk uppdatering av kartan.